# Ben Gurions internationella flygplats
Ben Gurions internationella flygplats (IATA: TLV, ICAO: LLBG), också kallad Natbag (hebreiska: נתב״ג) efter den hebreiska akronymen, är en internationell flygplats i Israel och invigdes 1935. Fram till 1973 hette den Lod-flygplatsen efter staden Lod. Denna högtrafikerade flygplats mottar såväl inrikes- som utrikesflyg. 
Flygplatsen är uppkallad efter David Ben Gurion, Israels förste premiärminister. 
Utrikesterminalen, terminal 3, invigdes 2004 och hanterar alla utrikesflygningar. Inrikesflyget hanteras i terminal 1.

## Destinationer
| Flygbolag                             | Destinationer | Terminal |
| ------------------------------------- | --- | -------- |
| Aegean Airlines                       | Athens, Larnaca Seasonal: Heraklion, Thessaloniki Seasonal charter: Heraklion, Kos, Rhodos, Santorini, Skiathos, Thessaloniki, Zakynthos | 3        |
| Aeroflot                              | Moscow–Sheremetyevo | 3        |
| Aeroflot operated by Rossiya Airlines | Saint Petersburg | 3        |
| Air Bucharest                         | Bucharest | 3        |
| Air Canada                            | Toronto–Pearson | 3        |
| Air Europa                            | Madrid Seasonal: Barcelona, Palma de Mallorca | 3        |
| Air France                            | Paris–Charles de Gaulle Seasonal: Nice | 3        |
| Air Malta                             | Seasonal: Malta | 3        |
| Air Serbia                            | Belgrade | 3        |
| Air VIA                               | Seasonal: Burgas, Varna | 3        |
| airBaltic                             | Riga | 3        |
| Alitalia                              | Rome–Fiumicino | 3        |
| Arkia                                 | Amman-Drottning Alia, Eilat/Ovda, Larnaca, Munich, Paris–Charles de Gaulle Seasonal: Amsterdam, Barcelona, Batumi, Bologna, Brindisi, Bucharest, Budapest, Chania, Dublin, Dubrovnik, Florence, Grenoble, Helsinki, Heraklion, Ibiza, Kos, Lisbon, Ljubljana, Lleida, Minsk-National, Mykonos, Ohrid, Oslo, Paphos, Porto, Rhodos, Rijeka, Rovaniemi, Seychellerna, St Petersburg, Stuttgart, Tbilisi, Turin, Verona, Warsaw–Chopin, Yerevan, Zanzibar       | 1, 3     |
| Astra Airlines                        | Seasonal charter: Basel/Mulhouse, Berlin–Schönefeld, Heraklion, Ljubljana, London–Stansted, Thessaloniki | 3        |
| Austrian Airlines                     | Vienna | 3        |
| Azerbaijan Airlines                   | Baku | 3        |
| Belavia                               | Minsk | 3        |
| British Airways                       | London–Heathrow | 3        |
| Brussels Airlines                     | Brussels | 3        |
| Bulgaria Air                          | Sofia Seasonal Burgas, Varna | 3        |
| Bulgarian Air Charter                 | Seasonal charter: Burgas, Varna | 3        |
| Corendon Airlines                     | Antalya | 3        |
| Croatia Airlines                      | Seasonal: Dubrovnik (resumes 28 juni 2016), Zagreb | 3        |
| Delta Air Lines                       | New York–JFK | 3        |
| Dniproavia                            | Seasonal: Dnipropetrovsk | 3        |
| easyJet                               | Amsterdam, Berlin–Schönefeld, London–Gatwick, London–Luton, Manchester, Milan–Malpensa, Paris–Charles de Gaulle | 1        |
| easyJet Switzerland                   | Basel/Mulhouse, Geneva | 1        |
| EgyptAir operated by Air Sinai        | Cairo | 3        |
| EL AL                                 | Amsterdam, Athens, Bangkok–Suvarnabhumi, Barcelona, Beijing–Capital, Boston, Brussels, Bucharest, Frankfurt, Geneva, Hong Kong, Johannesburg–O. R. Tambo, London–Heathrow, London–Luton, Los Angeles, Madrid, Marseille, Milan–Malpensa, Moscow–Domodedovo, Mumbai, Munich, New York–JFK, Newark, Paris–Charles de Gaulle, Rome–Fiumicino, Sofia, Toronto–Pearson, Venice, Verona, Vienna, Warsaw–Chopin, Zürich Charter: Punta Cana (begins 7 October 2016) | 3        |
| Ellinair                              | Thessaloniki | 3        |
| Enter Air                             | Seasonal: Katowice, Warsaw–Chopin | 3        |
| Ethiopian Airlines                    | Addis Ababa | 3        |
| Finnair                               | Helsinki | 3        |
| Freebird Airlines                     | Antalya | 3        |
| Georgian Airways                      | Batumi, Tbilisi | 3        |
| Germania                              | Düsseldorf, Hamburg | 3        |
| Hainan Airlines                       | Beijing–Capital | 3        |
| Iberia                                | Madrid | 3        |
| Israir Airlines                       | Eilat/Ovda | 1        |
| Israir Airlines                       | Aten, Berlin–Schönefeld, Madrid, Larnaca, Rome–Fiumicino Seasonal: Amsterdam, Barcelona, Belgrad, Brescia, Budapest, Burgas (begins 6 July 2016), Corfu, Dubrovnik, Düsseldorf, Heraklion, Innsbruck, Kilimanjaro, Krakow (begins 25 July 2016), Lisbon, Ljubljana, Milan-Malpensa, München, Nice, Paris–Charles de Gaulle, Perugia, Podgorica, Rhodos, Stockholm, Stuttgart, Tbilisi, Tivat, Toulouse, Varna, Volos, Zakynthos, Zanzibar                    | 1, 3     |
| Jetairfly                             | Brussels | 3        |
| KLM                                   | Amsterdam | 3        |
| Korean Air                            | Seoul–Incheon | 3        |
| LOT Polish Airlines                   | Warsaw–Chopin | 3        |
| Lufthansa                             | Frankfurt, Munich | 3        |
| Neos                                  | Seasonal charter: Alicante, Bergamo, Heraklion, Milan–Malpensa, Rhodos, Rome–Fiumicino, Verona | 3        |
| Norwegian Air Shuttle                 | Copenhagen, Stockholm-Arlanda | 1        |
| Onurair                               | Antalya | 3        |
| Pegasus Airlines                      | Antalya, Istanbul–Sabiha Gökçen | 3        |
| Royal Jordanian                       | Amman-Drottning Alia | 3        |
| Small Planet Airlines                 | Heraklion | 3        |
| Small Planet Airlines (Poland)        | Rhodos | 3        |
| SmartWings operated by Travel Service | Seasonal: Prague | 3        |
| Sun d'Or operated by El Al            | Barcelona, Paris–Charles de Gaulle Seasonal: Amsterdam, Batumi, Catania, Corfu, Grenoble, Heraklion, Katowice, Lisbon, Łódź, Minsk, Munich, Rhodos, Rome–Fiumicino, Stuttgart (begins 5 July 2016), Târgu Mureș, Tbilisi, Turin, Valencia, Verona, Vilnius, Zagreb, Zakynthos | 1, 3     |
| Swiss International Air Lines         | Zürich | 3        |
| Tailwind Airlines                     | Antalya | 3        |
| Tandem Aero                           | Charter: Chișinău | 3        |
| TAROM                                 | Bucharest, Iași | 3        |
| Transavia                             | Amsterdam, Munich (begins 30 September 2016) | 3        |
| Transavia France                      | Lyon, Paris–Orly | 3        |
| Travel Service                        | Seasonal charter: Budapest, Katowice, Prague, Warsaw–Chopin | 3        |
| TUIfly                                | Munich | 3        |
| Turkish Airlines                      | Istanbul–Atatürk, Istanbul–Sabiha Gökçen | 3        |
| Tus Airways                           | Larnaca | 3        |
| Ukraine International Airlines        | Dnipropetrovsk, Kiev–Boryspil, Odessa Seasonal: Kharkiv, Vinnytsia | 3        |
| United Airlines                       | Newark, San Francisco | 3        |
| Up operated by El Al                  | Berlin–Schönefeld, Budapest, Kiev–Boryspil, Larnaca, Prague | 1        |
| Ural Airlines                         | Krasnodar, Samara (begins 5 oktober 2016), Yekaterinburg | 3        |
| Uzbekistan Airways                    | Tashkent | 3        |
| Vueling                               | Barcelona, Rome–Fiumicino (begins 1 oktober 2016) Seasonal: Florence | 3        |
| Wizz Air                              | Bucharest, Budapest, Cluj-Napoca, Iași (begins 2 July 2016), Katowice, Prague, Riga, Sofia, Vilnius, Warsaw–Chopin | 1        |
| XL Airways France                     | Säsong: Paris–Charles de Gaulle | 3        |

## Statistik
Sökfråga på wikidata efter rådata.